# حامد مودیبو دیالو
حامد مودیبو دیالو (انگلیسی: Hamed Modibo Diallo؛ زادهٔ ۱۸ دسامبر ۱۹۷۶) بازیکن فوتبال اهل ساحل عاج بود.
از باشگاه‌هایی که در آن بازی کرده است می‌توان به باشگاه فوتبال استاد لاوالوا، باشگاه فوتبال آنژه، باشگاه ورزشی آمیان، باشگاه فوتبال لو آور، باشگاه ورزشی الریان، و باشگاه فوتبال هامارابی اشاره کرد.
وی همچنین در تیم ملی فوتبال ساحل عاج بازی کرده است.